# Philipp Marx
Philipp Marx (Biedenkopf, 3 febbraio 1982) è un ex tennista tedesco.

## Biografia
Ottenne il suo best ranking in singolare il 3 aprile 2006 con la 300ª posizione; mentre nel doppio divenne, il 27 settembre 2010, il 53º del ranking ATP.
In carriera in singolare, è riuscito a conquistare solo due tornei del circuito futures. In doppio, ha ottenuto la vittoria finale in undici tornei challenger e nove futures. Da ricordare, in particolare, la finale raggiunta nel 2010 nel torneo ATP di Delray Beach in coppia con lo slovacco Igor Zelenay. In finale furono sconfitti con il punteggio di 3-6, 6(3)–7 dagli statunitensi Bob Bryan e da Mike Bryan. Miglior risultato nei tornei del grande slam è il quarto di finale raggiunto a Wimbledon 2011 in coppia con lo statunitense James Cerretani; in quell'occasione furono sconfitti con il punteggio di 7–6(3), 6(7)–7, 6(5)–7, 5-7 dal francese Michaël Llodra e dal serbo Nenad Zimonjić.

## Statistiche

### Singolare

#### Vittorie (0)
| Legenda singolare         |
| Grande Slam (0)           |
| ATP World Tour Finals (0) |
| ATP Masters 1000 (0)      |
| ATP World Tour 500 (0)    |
| ATP World Tour 250 (0)    |
| Challengers (0)           |
| Futures (2)               |

| N. | Data              | Torneo                        | Superficie    | Sfidante in finale   | Punteggio     |
| 1. | 16 settembre 2002 | Jamaica F14, Montego Bay      | Cemento       | Adam Kennedy         | 6-4, 3-6, 6-3 |
| 2. | 14 marzo 2006     | Switzerland F3, Oberentfelden | Sintetico (i) | Benjamin-David Rufer | 6-1, 6-2      |

### Doppio

#### Vittorie (0)
| Legenda doppio            |
| Grande Slam (0)           |
| ATP World Tour Finals (0) |
| ATP Masters 1000 (0)      |
| ATP World Tour 500 (0)    |
| ATP World Tour 250 (0)    |
| Challengers (11)          |
| Futures (9)               |

| N.  | Data              | Torneo                                  | Superficie      | Compagno         | Avversari in finale                      | Punteggio           |
| 1.  | 23 giugno 2003    | Germany F8, Leun                        | Terra rossa     | Markus Dickhardt | Vitalij Švec Thomas Schoeck              | w/o                 |
| 2.  | 18 gennaio 2005   | Germany F3, Oberhaching                 | Cemento         | Adam Chadaj      | Peter Steinberger Marcel Zimmermann      | 6-4, 6-3            |
| 3.  | 19 settembre 2005 | France F14, Plaisir                     | Cemento (i)     | Rameez Junaid    | Eric Butorac Chris Drake                 | 7-5, 6-4            |
| 4.  | 15 maggio 2006    | Kuwait F1, Meshref                      | Cemento         | Ralph Grambow    | Mohammad Ghareeb Ravi-Shankar Pathanjali | 4-6, 7-6(5), 6-3    |
| 5.  | 9 ottobre 2006    | Great Britain F15, Jersey               | Cemento (i)     | David Klier      | Ladislav Chramosta Navdeep Singh         | 6-2, 6-4            |
| 1.  | 20 novembre 2006  | Shrewsbury Challenger, Shrewsbury       | Cemento (i)     | Frederik Nielsen | Lars Burgsmüller Miša Zverev             | 6-4, 6-4            |
| 6.  | 8 gennaio 2007    | Germany F1, Nußloch                     | Sintetico (i)   | Florin Mergea    | Tomasz Bednarek Frank Moser              | 6-3, 7-5            |
| 7.  | 2 aprile 2007     | Sweden F2, Linköping                    | Cemento (i)     | Ralph Grambow    | Jerry Sundgren Martin Taipale            | 6-0, 6-2            |
| 7.  | 9 aprile 2007     | Sweden F3, Norrköping                   | Cemento (i)     | Ralph Grambow    | Riccardo Ghedin Pierrick Ysern           | 3-6, 7-6(7), 6-4    |
| 8.  | 3 luglio 2007     | Germany F8, Kassel                      | Terra rossa     | Lars Pörschke    | Marcello Craca Dieter Kindlmann          | 6-4, 6-4            |
| 2.  | 4 settembre 2007  | Düsseldorf Challenger, Düsseldorf       | Terra rossa     | Fabio Colangelo  | Filip Polášek Igor Zelenay               | 3-6, 6-3, [10-7]    |
| 9.  | 7 aprile 2008     | France F6, Angers                       | Terra rossa (i) | Lars Übel        | Olivier Charroin Thomas Oger             | 6(6)-7, 6-3, [10-8] |
| 3.  | 3 giugno 2008     | Franken Challenge, Fürth                | Terra rossa     | Alexander Peya   | Daniel Köllerer Frank Moser              | 6-3, 6-3            |
| 4.  | 1º luglio 2008    | Challenger Lugano, Lugano               | Terra rossa     | Rameez Junaid    | Mariano Hood Eduardo Schwank             | 7-6(7), 4-6, [10-7] |
| 5.  | 7 luglio 2008     | The Hague Open, Scheveningen            | Terra rossa     | Rameez Junaid    | Matwé Middelkoop Melle van Gemerden      | 5-7, 6-2, [10-6]    |
| 6.  | 2 settembre 2008  | TEAN International, Alphen aan den Rijn | Terra rossa     | Rameez Junaid    | Bart Becks Matwé Middelkoop              | 6-3, 6-2            |
| 7.  | 26 febbraio 2009  | Serbia Challenger Open, Belgrado        | Sintetico (i)   | Michael Kohlmann | Aisam-ul-Haq Qureshi Lovro Zovko         | 3-6, 6-2, [10-8]    |
| 8.  | 6 aprile 2009     | Athens Open Challenger, Atene           | Terra rossa     | Rameez Junaid    | Jesse Huta Galung Rui Machado            | 6-4, 6-3            |
| 9.  | 6 maggio 2009     | Baden Open, Karlsruhe                   | Terra rossa     | Rameez Junaid    | Tomasz Bednarek Aisam-ul-Haq Qureshi     | 7-5, 6-4            |
| 10. | 16 novembre 2009  | Slovak Open, Bratislava                 | Cemento (i)     | Igor Zelenay     | Leoš Friedl David Škoch                  | 6-4, 6-4            |
| 11. | 30 novembre 2009  | ATP Salzburg Indoors, Salisburgo        | Cemento (i)     | Igor Zelenay     | Sanchai Ratiwatana Sonchat Ratiwatana    | 6-4, 7-5            |

#### Finali perse (2)
| N. | Data             | Torneo                                                        | Superficie     | Compagno        | Avversari in finale           | Punteggio        |
| 1. | 22 febbraio 2010 | Delray Beach International Tennis Championships, Delray Beach | Cemento        | Igor Zelenay    | Bob Bryan Mike Bryan          | 3-6, 6(3)-7      |
| 2. | 9 febbraio 2014  | Zagreb Indoors, Zagabria                                      | Cemento indoor | Michal Mertiňák | Jean-Julien Rojer Horia Tecău | 3-6, 6-4, [10-2] |